# Понті-суль-Мінчіо
Понті-суль-Мінчіо (італ. Ponti sul Mincio) — муніципалітет в Італії, у регіоні Ломбардія, провінція Мантуя.
Понті-суль-Мінчіо розташоване на відстані близько 420 км на північ від Рима, 120 км на схід від Мілана, 26 км на північ від Мантуї.
Населення — 2357 осіб (2014).
Щорічний фестиваль відбувається 17 січня , 7 серпня. Покровитель — Sant'Antonio , San Gaetano.

## Демографія
Населення за роками:

Станом на 1 січня 2023 року в муніципалітеті офіційно проживали 242 іноземці з 40 країн, серед них 66 громадян країн Євросоюзу та 6 громадян України.

## Сусідні муніципалітети
- Монцамбано
- Песк'єра-дель-Гарда
- Поццоленго
- Валеджо-суль-Мінчіо